# Андерверт, Фридолин
Йозеф Фридолин Андерверт (нем. Joseph Fridolin Anderwert; 19 сентября 1828 года, Фрауэнфельд, кантон Тургау, Швейцария — 25 декабря 1880 года, Берн, Швейцария) — швейцарский политик.

## Биография
Фридолин Андерверт изучал историю и философию в Лейпцигском университете. Затем право в университетах Рупрехта-Карла в Гейдельберге и Фридриха-Вильгельма в Берлине. В 1851 году начал карьеру в качестве адвоката, а с 1853 по 1856 год занимал должность окружного судьи.
С 1861 года Андерверт избирался в кантональный парламент Тургау. В 1868 году участвовал в пересмотре конституции кантона, был председателем Конституционного совета (1868—1869) и сумел провести многочисленные реформы.
С принятием новой кантональной конституции народом в 1869 году Эдуард Хеберлин потерял свою почти неограниченную власть. В том же году Андерверт, который тогда был президентом Большого совета, был избран в правительство кантона, где пробыл до 1874 года. В правительстве он отвечал за департамент образования, и среди прочего, увеличил заработную плату учителей и создавал учебные заведения.
С 1863 года Андерверт также входил в Национальный совет, принадлежа к левому крылу Радикально-демократической партии. В 1870 году был президентом Национального совета. Как член ревизионного комитета, активно участвовал в пересмотре швейцарской федеральной конституции. Он выступал за унификацию права, факультативный референдум, свободу религии и запрещение иезуитов. В 1874 году избран федеральным судьёй и председателем Апелляционного суда.
В 1872 году, Андерверт дважды был кандидатом на выборах в Федеральный совет. В первый раз он проиграл Иоганну Якобу Шереру, а полгода спустя Вильгельму Матиасу Неффу. 10 декабря 1875 года вновь участвовал в выборах и был избран, получив в третьем туре 91 голос из 170. Он возглавил Департамент юстиции и полиции. В 1880 стал вице-президентом Швейцарии.
7 декабря 1880 года Андерверт был избран президентом Швейцарии на 1881 год. Сразу же после этого в прессе против него началась неприятная кампания. Были широко распространены слухи, что он был постоянным посетителем борделей. Физическое истощение и депрессия привели к самоубийству. 25 декабря он застрелился.